# Мунк, Петер (предприниматель)
Петер Мунк (венг. Peter Munk; 8 ноября 1927 год, Будапешт — 28 марта 2018, Торонто) — канадский предприниматель и филантроп. Основатель компаний Clairtone Sound, Southern Pacific Hotel Corporation и Barrick Gold, владелец компании TrizecHahn. Компаньон ордена Канады (с 2008, офицер с 1992) за деловую и благотворительную деятельность.

## Биография
Петер Мунк родился в 1927 году в Будапеште в богатой еврейской семье. Капитал семьи создавали его прадед Авраам и дед Габор; семейство Мунков владело паем в австрийской шоколадной компании Manner, а также многочисленными домами на сдачу, приобретёнными в Будапеште в первые годы после Первой мировой войны. Отец Петера, Лайош Мунк, вёл жизнь богатого рантье; с тех пор, как в 1931 году он развёлся с матерью Петера, Катариной, мальчик попеременно проводил время в их домах.
Во время Второй мировой войны Петер и его семья оказались на грани гибели. В июне 1944 года, когда Петеру было 16 лет, их погрузили в эшелон, доставивший их в концлагерь Берген-Бельзен. Однако в отличие от других венгерских евреев, отправляемых в лагеря смерти, они вместе с ещё 1700 зажиточными евреями были переправлены в Швейцарию; Мунков спасли потраченное на взятки богатство деда и выкуп, собранный еврейской общиной США.
В августе 1944 года Мунки оказались в Швейцарии. Петер посещал местную среднюю школу, но занятиям уделял мало внимания, тратя своё время на вечеринки и спекуляцию валютой, коллекционными почтовыми марками и предметами роскоши; этот бизнес позволял ему оплачивать поездки на горные курорты, дорогие рестораны и внимание женщин. В итоге его школьный аттестат оказался недостаточно хорош для поступления в швейцарский университет, и в 1948 году мать отправила Петера в Канаду, где жил его дядя.
В Канаде дядя Николас отправил Петера в 13-й класс старшей школы Лоренс-Парк, чтобы тот выучил английский язык, но в итоге Мунк поступил на отделение электротехники Торонтского университета, всё ещё слабо им владея. Дядя выделил ему деньги на учёбу, но Петер спустил их во время поездки в Нью-Йорк на молодую женщину. В результате ему пришлось самому зарабатывать на учёбу сбором табака в юго-западном Онтарио, ночуя на сеновале и получая 13 долларов в день.
Ещё во время учёбы в университете Мунк снова занялся бизнесом — ввозом и продажей рождественских ёлок. Дело процветало несколько сезонов, пока в одну из зим метель не оставила молодого предпринимателя с десятками нераспроданных деревьев. Своё первое крупное дело он начал в 1958 году, совместно с другим жителем Торонто, Дэвидом Гилмором, основав фирму Clairtone по выпуску высокоточной звуковоспроизводящей аппаратуры. Количество выпускаемых систем за несколько лет выросло от считанных сотен до 25 тысяч в год, с 1963 года фирма котировалась на фондовой бирже Торонто, среди её клиентов были Фрэнк Синатра, Хью Хефнер и Оскар Питерсон. В годы успехов Clairtone Мунк женился на Линде Гаттерсон, родившей ему двух детей — Нину и Энтони.
Конец успехам Clairtone положили два неудачных бизнес-решения: инвестиции в производство цветных телевизоров, спрос на которые в Канаде не оправдал ожиданий владельцев компании, и перевод производства на новую фабрику в Новой Шотландии — вдалеке от складов и штата специалистов компании. Доставка продукции превратилась в проблему, производство упало, и в 1967 году Мунк и Гилмор были вынуждены продать компанию правительству Новой Шотландии. Одновременно против Мунка были выдвинуты обвинения в инсайдерской торговле, которые ему пришлось урегулировать в суде. В 1969 году Линда рассталась с Петером и увезла детей в Швейцарию; позже Мунк рассказывал, что в тот год потратил на плату за школу Энтони больше, чем заработал.
Компания Clairtone Sound была закрыта в 1971 году. Мунк переехал в Лондон и начал совместно с Гилмором очередное дело — на этот раз в области гостиничного бизнеса. В канадских банках в его финансовые способности не верили и отказали в ссуде в размере 4 миллионов долларов, но Мунку удалось собрать деньги в других местах, и они с Гилмором приобрели на Фиджи 7000 акров земли под курортную застройку. После этого была сформирована сеть из 54 курортных отелей на островах Тихого океана и в Австралии. Одним из ведущих инвесторов компании стал саудовский торговец оружием Аднан Хашогги. Во второй половине 1970-х годов Мунк заключил контракт с правительством Египта на развитие туристической инфраструктуры в районе Гизы; когда египтяне отменили сделку в 1978 году, Мунк дошёл до Международного суда в Гааге, по решению которого Египет выплатил бизнесмену неустойку в размере 18 миллионов долларов.
В годы пребывания Мунка в Лондоне Линда Гаттерсон развелась с ним, и в 1972 году он женился снова. Вторая жена, Мелани, тоже родила ему двоих детей — Натали и Чейн. В 1979 году Мунк вернулся в Канаду, два года спустя продал Southern Pacific Properties и получил прибыль в размере около 100 миллионов долларов. К этому моменту он занялся добычей полезных ископаемых, основав в 1980 году компанию Barrick Petroleum. Через некоторое время профиль новой компании был расширен, включив добычу золота (соответственно изменилось и её название — сначала на Barrick Resources, а затем Barrick Gold). В 1983 году компания вышла на фондовую биржу Торонто. В том же году был приобретён золотой прииск в Неваде, оказавшийся одним из самых богатых месторождений золота в мире. Доходы от торговли золотом Мунк вкладывал в другие предприятия, а также в благотворительность.
В 1994 году Мунк снова занялся инвестициями в недвижимость, приобретя обанкротившуюся компанию Trizec со штаб-квартирой в Калгари. Он переименовал фирму в TrizecHahn и начал широкое вложение капитала в недвижимость в Монреале, в частности став владельцем небоскрёба Place Ville Marie. Вложения в недвижимость в Квебеке в середине 1990-х годов, когда существовал реальный шанс победы сепаратистов и отделения этой провинции, рассматривались как серьёзный риск, но благодаря этому цены были очень низкими — втрое ниже, чем в Нью-Йорке, и вдвое ниже, чем в Торонто — и эти вложения себя оправдали. Мунк перепродал TrizecHahn в 2006 году с солидной прибылью.
Основное предприятие Мунка, Barrick Gold, долгое время было крайне доходным — за первые десять лет, прошедшие с выхода на Торонтскую биржу, первые инвесторы с каждого вложенного доллара получили 157 долларов прибыли. Однако в 2011 году последовало новое неудачное вложение капитала, когда за 7,3 миллиона долларов была приобретена компания по добыче меди Equinox Minerals. Эта цена оказалась сильно завышенной, и ситуацию усугубили большие расходы на разработку высокогорного золотого месторождения Паска-Лама в Андах. Падающие мировые цены на золото привели к тому, что цена акций Barrick Gold снизилась с 54 долларов в 2011 году до 8,5 доллара четыре года спустя. В 2013 году Мунк оставил пост председателя совета директоров Barrick.
Последним бизнес-проектом Мунка, которому к тому времени уже исполнилось 80 лет, стало приобретение заброшенной военно-морской базы Варшавского договора в Черногории. Бизнесмен перестроил порт, превратив его в фешенебельную марину, получившую название «Порто-Монтенегро». В 2017 году преображённая марина была, снова со значительной прибылью, перепродана инвестиционной корпорации в Дубае.
В последние годы жизни здоровье Петера Мунка ухудшилось. В 2012 году он был вынужден прекратить занятия горными лыжами, продолжавшиеся десятки лет; ему также пришлось отказаться от большей части трансатлантических перелётов, почти перестав посещать Европу. Мунк умер в марте 2018 года в возрасте 90 лет в Торонто, оставив после себя вторую жену, Мелани (Линда умерла в 2013 году), и четырёх детей.

## Благотворительная деятельность
Значительную часть получаемых от своих предприятий доходов Петер Мунк направлял на благотворительность. Суммы, выделенные им на различные общественно-полезные цели, исчисляются сотнями миллионов долларов. Фонд, учреждённый Петером Мунком и его второй женой Мелани Босанке, перечислил более 175 миллионов долларов носящему его имя кардиологическому центру при Общей больнице Торонто и исследовательской организации в области здравоохранения University Health Network, в том числе в виде единовременного пожертвования в размере 100 миллионов в сентябре 2017 года, что на тот момент было самым большим пожертвованием в истории, полученным больницей в Канаде. Фонд Мунка также пожертвовал порядка 40 миллионов учебно-исследовательскому центру, известному как Мунковская школа глобальных вопросов (англ. Munk School of Global Affairs), и 43 миллиона хайфскому Техниону в Израиле.
Среди других благотворительных инициатив бизнесмена были Мунковские дебаты в Торонто, входящие в число наиболее известных серий дебатов в мире; среди их участников были Тони Блэр, Генри Киссинджер, Пол Кругман, Найджел Фараж и Малькольм Гладуэлл. В общей сложности пожертвования Мунка в эту инициативу составили 12 миллионов — в том числе 5 миллионов в апреле 2017 года, с тем, чтобы дебаты продолжались и после его смерти. Умирая, Мунк завещал большую часть своего состояния своему фонду.
Петер Мунк был известен как патриот канадской экономики, резко выступавший против массовой продажи канадских производств и горнодобывающих компаний зарубежным инвесторам в середине первого десятилетия XXI века, известной как «опустошение» (англ. hollowing out). Его вклад в канадскую экономику и благотворительная деятельность принесли Мунку звание офицера ордена Канады в 1992 году и компаньона ордена Канады — высшая степень этой награды — в 2008 году. В 2016 году он был награждён также Командорским крестом со звездой венгерского ордена Заслуг.